# Patrick Konrad
Patrick Konrad (ur. 13 października 1991 w Mödling) – austriacki kolarz szosowy.

## Osiągnięcia
Opracowano na podstawie:

2009
- 3. miejsce w Oberösterreich Juniorenrundfahrt
  - 1. miejsce na 2. etapie

2013
- 3. miejsce w Tour de l’Avenir

2014
- 1. miejsce na etapie 2b Le Triptyque des Monts et Châteaux
- 2. miejsce w Raiffeisen Grand Prix
- 1. miejsce w Oberösterreichrundfahrt
- 1. miejsce w klasyfikacji młodzieżowej Österreich-Rundfahrt

2015
- 1. miejsce na 1. etapie Giro del Trentino (jazda drużynowa na czas)

2017
- 3. miejsce w Vuelta a Murcia

2018
- 7. miejsce w Giro d’Italia
- 1. miejsce w klasyfikacji górskiej Tour de Pologne

2019
- 3. miejsce w mistrzostwach Austrii (jazda indywidualna na czas)
- 3. miejsce w Tour de Suisse
- 1. miejsce w mistrzostwach Austrii (start wspólny)

2020
- 2. miejsce w Sibiu Cycling Tour
- 8. miejsce w Giro d’Italia

2021
- 1. miejsce w mistrzostwach Austrii (start wspólny)
- 1. miejsce na 16. etapie Tour de France

2023
- 2. miejsce w Eschborn–Frankfurt

## Rankingi
| Rok              | 2011 | 2012 | 2013 | 2014 | 2015 | 2016 | 2017 | 2018 | 2019 | 2020 | 2021 | 2022 | 2023 | 2024 |
| ---------------- | ---- | ---- | ---- | ---- | ---- | ---- | ---- | ---- | ---- | ---- | ---- | ---- | ---- | ---- |
| UCI World Tour   |      |      |      |      |      | -    | 101. | 41.  |      |      |      |      |      |      |
| World Ranking    |      |      |      |      |      | 365. | 155. | 53.  | 60.  | 70.  | 90.  | 173. | 141. | 286. |
| UCI Europe Tour  | 760. | 503. | 298. | 58.  | 258. | 292. | 513. | 353. | 48.  | 58.  | 76.  | 142. | -    | -    |
| UCI Asia Tour    | -    | -    | -    | -    | 195. | 374. | -    | -    |      |      |      |      |      |      |
| UCI America Tour | -    | 199. | -    | -    | -    | -    | -    | -    |      |      |      |      |      |      |
|                  |      |      |      |      |      |      |      |      |      |      |      |      |      |      |
| Źródło: UCI      |      |      |      |      |      |      |      |      |      |      |      |      |      |      |